# Niviventer cremoriventer
Niviventer cremoriventer és una espècie de mamífer rosegador de la família dels múrids. Viu a altituds de fins a 1.530 msnm a Indonèsia, Malàisia, Singapur i Tailàndia. El seu hàbitat natural són els boscos de diferents tipus. És una espècie en risc mínim, és a dir, no sembla que hi hagi cap amenaça significativa per a la seva supervivència. El seu nom específic, cremoriventer, significa ‘ventre crema’ en llatí.